# Suchy Las (gemeente)
De gemeente Suchy Las is een landgemeente in het Poolse woiwodschap Groot-Polen, in powiat Poznański.
De zetel van de gemeente is in Suchy Las.
Op 30 juni 2006, telde de gemeente 13 219 inwoners.

## Oppervlakte gegevens
In 2002 bedroeg de totale oppervlakte van gemeente Suchy Las 116,55 km², waarvan:
- agrarisch gebied: 28%
- bossen: 29%

## Demografie
Stand op 30 juni 2006:
| Omschrijving                   | Totaal | Totaal | Vrouwen | Vrouwen | Mannen | Mannen |
| ------------------------------ | ------ | ------ | ------- | ------- | ------ | ------ |
| eenheid                        | aantal | %      | aantal  | %       | aantal | %      |
| inwoners                       | 13 219 | 100    | 6770    | 51      | 6449   | 49     |
| bevolkingsdichtheid (inw./km²) | 113,4  | 113,4  | 58,1    | 58,1    | 55,3   | 55,3   |

## Aangrenzende gemeenten
Czerwonak, Murowana Goślina, Oborniki, Poznań, Rokietnica